# الکترا بلو
الکترا بلو (انگلیسی: Alektra Blue؛ زاده ۹ ژوئن ۱۹۸۳) بازیگر پورنوگرافی و مدل اهل ایالات متحده آمریکا است. او دارای سینه های پروتز شده است. 